# Liste der Europaminister von Thüringen
Dieser Artikel enthält eine Liste der Europaminister von Thüringen.

## Europaminister Thüringen (seit 1991)
| Name                                                               | Amtsantritt                                            | Kabinett                                               | Partei                                                 |
| Minister für Justiz, Bundes- und Europaangelegenheiten             | Minister für Justiz, Bundes- und Europaangelegenheiten | Minister für Justiz, Bundes- und Europaangelegenheiten | Minister für Justiz, Bundes- und Europaangelegenheiten |
| ------------------------------------------------------------------ | ------------------------------------------------------ | ------------------------------------------------------ | ------------------------------------------------------ |
| Hans-Joachim Jentsch                                               | 18. Juni 1991                                          | Duchač                                                 | CDU                                                    |
| Minister für Bundes- und Europaangelegenheiten                     |                                                        |                                                        |                                                        |
| Christine Lieberknecht                                             | 11. Februar 1992                                       | Vogel I                                                | CDU                                                    |
| Minister für Justiz und Europaangelegenheiten                      |                                                        |                                                        |                                                        |
| Otto Kretschmer                                                    | 30. November 1994                                      | Vogel II                                               | CDU                                                    |
| Minister für Bundes- und Europaangelegenheiten                     |                                                        |                                                        |                                                        |
| Jürgen Gnauck                                                      | 1. Oktober 1999                                        | Vogel III                                              | CDU                                                    |
| Hans Kaiser                                                        | 5. Juni 2003                                           | Althaus I                                              | CDU                                                    |
| Gerold Wucherpfennig                                               | 8. Juli 2004                                           | Althaus II                                             | CDU                                                    |
| Klaus Zeh                                                          | 8. Mai 2008                                            | Althaus II                                             | CDU                                                    |
| Jürgen Schöning                                                    | 4. November 2009                                       | Lieberknecht                                           | parteilos                                              |
| Marion Walsmann                                                    | 8. Dezember 2010                                       | Lieberknecht                                           | CDU                                                    |
| Jürgen Gnauck                                                      | 16. Oktober 2013                                       | Lieberknecht                                           | CDU                                                    |
| Reinhard Stehfest (kommissarisch)                                  | 1. Juli 2014                                           | Lieberknecht                                           | CDU                                                    |
| Minister für Kultur, Bundes- und Europaangelegenheiten             |                                                        |                                                        |                                                        |
| Benjamin-Immanuel Hoff                                             | 5. Dezember 2014                                       | Ramelow I                                              | Die Linke                                              |
| Babette Winter (kommissarisch)                                     | 5. Februar 2020                                        | Kemmerich                                              | SPD                                                    |
| Benjamin-Immanuel Hoff                                             | 4. März 2020                                           | Ramelow II                                             | Die Linke                                              |
| Minister für Bundes- und Europaangelegenheiten, Sport und Ehrenamt |                                                        |                                                        |                                                        |
| Stefan Gruhner                                                     | 13. Dezember 2024                                      | Voigt                                                  | CDU                                                    |